# Kørestolsrugby under sommer-PL 2008
Konkurrencen i kørestolsrugby under Sommer-PL 2008 i Beijing bliver afholdt 12. – 16. september 2008. otte nationer deltager, og der bliver først spillet gruppespil med fire hold i hver pulje.

## Indledende runde

### Gruppe A
| Plads | Hold   | Kampe | Sejre | Uafgj. | Tabte | Mål   | Points |
| ----- | ------ | ----- | ----- | ------ | ----- | ----- | ------ |
| 1     | Canada | 0     | 0     | 0      | 0     | 0 – 0 | 0      |
| 2     | Kina   | 0     | 0     | 0      | 0     | 0 – 0 | 0      |
| 3     | USA    | 0     | 0     | 0      | 0     | 0 – 0 | 0      |
| 4     | Japan  | 0     | 0     | 0      | 0     | 0 – 0 | 0      |

| 12. september |   |        |
| USA           | – | Kina   |
| Canada        | – | Japan  |
| 13. september |   |        |
| Canada        | – | Kina   |
| USA           | – | Japan  |
| 12. september |   |        |
| Japan         | – | Kina   |
| USA           | – | Canada |

### Gruppe B
| Plads | Hold           | Kampe | Sejre | Uafgj. | Tabte | Mål   | Points |
| ----- | -------------- | ----- | ----- | ------ | ----- | ----- | ------ |
| 1     | Australien     | 0     | 0     | 0      | 0     | 0 – 0 | 0      |
| 2     | Tyskland       | 0     | 0     | 0      | 0     | 0 – 0 | 0      |
| 3     | Storbritannien | 0     | 0     | 0      | 0     | 0 – 0 | 0      |
| 4     | New Zealand    | 0     | 0     | 0      | 0     | 0 – 0 | 0      |

| 12. september  |   |                |
| Australien     | – | Tyskland       |
| Storbritannien | – | New Zealand    |
| 13. september  |   |                |
| Australien     | – | New Zealand    |
| Storbritannien | – | Tyskland       |
| 12. september  |   |                |
| Australien     | – | Storbritannien |
| New Zealand    | – | Tyskland       |